# エーバースドルフ・バイ・コーブルク
エーバースドルフ・バイ・コーブルク (ドイツ語: Ebersdorf bei Coburg、公式表記はEbersdorf b.Coburg) は、ドイツ バイエルン州 オーバーフランケン行政管区 コーブルク郡に属す町村（以下、本項では便宜上「町」と記述する）。

## 地理
エーバースドルフはイッツ川の支流であるフュルスバッハ川沿いに位置する。この自治体の南にはリヒテンフェルスの森が広がる。

### 隣接する市町村
北から時計回りに、レーデンタール、ゾンネフェルト、ヴァイトハウゼン・バイ・コーブルク、リヒテンフェルス、グルプ・アム・フォルスト、コーブルク

### 自治体の構成
この町は、公式には7つの地区 (Ort) からなる。このうち小集落や孤立農場などを除く集落を以下に列記する。
- エーバースドルフ・バイ・コーブルク
- フリーゼンドルフ
- フローンラッハ
- グロースガルンシュタット
- クラインガルンシュタット
- オーバーフュルバッハ

## 歴史

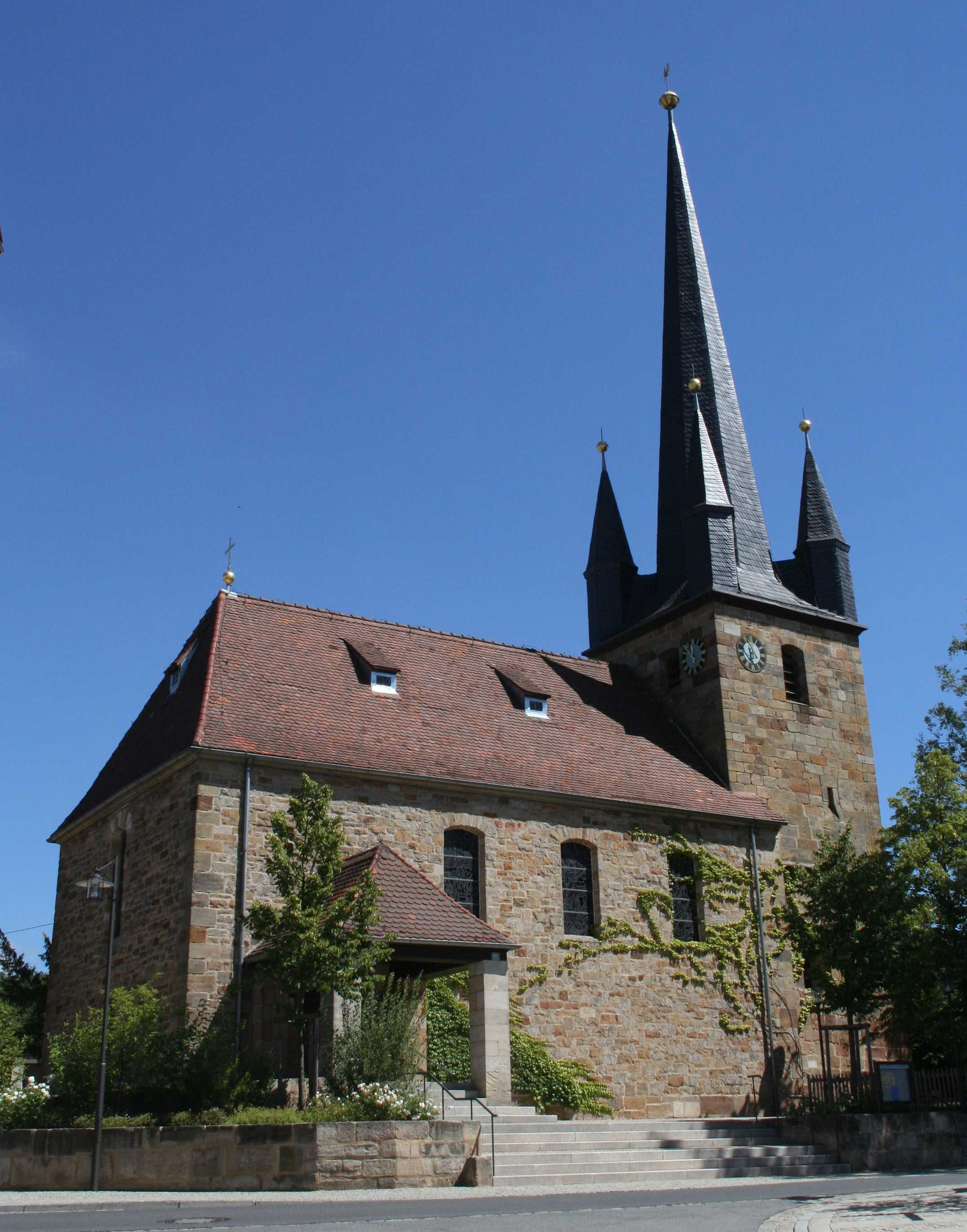
エーバースドルフ・バイ・コーブルクの聖ラウレンティウス教会

エーバースドルフは、1200年頃に開墾入植地として、ゾンネベルク伯エーベルハルトによって開かれた。1260年にはこの地に女子修道院ができた。
はじめエーバースドルフは、桶作りの中心地として知られ、これが今日の家具産業へとつながっている。
1918年までは、ザクセン＝コーブルク公国のアムト・ゾンネベルクの一員として存続したが、1920年にコーブルク州とともにバイエルン州に帰属した。ただし、1705年から1826年までは、ザクセン＝ヒルトブルクハウゼン公国に属した。

### 紋章
図柄：金地に、低い位置に描かれた山形図形の上に銀の牙、赤い舌を持つ黒いイノシシの胴体が描かれている（Eberは、ドイツ語で「イノシシ」の意）。上部の左右には紋章的にデザイン化された金の蘂と銀の萼を持つ赤いバラがある。

## 経済と社会基盤
エーバースドルフは、木製家具、布張りの家具、段ボール紙、機械製造および毛織物を主な製品とする工業地域である。
エーバースドルフは、コーブルクからクローナハへ向かう連邦道路B303沿いの町である。この他にレーデンタールへ向かう街道にもある。1858年からは鉄道も敷設された。まず、アイゼナハとリヒテンフェルスとを結ぶヴェラ鉄道が引かれた。これに続いて1901年にシュタイナハタール鉄道が、まずはヴァイトハウゼンまで、後にノイシュタットまで開通した。1946年になると、当時の国境地域となり、路線は中断してしまった。現在では、ゾンネベルク - レーデンタール - コーブルク - エーバースドルフ - リヒテンフェルスの路線で列車が運行している。

## 引用
1. ↑  https://www.statistikdaten.bayern.de/genesis/online?operation=result&code=12411-003r&leerzeilen=false&language=de Genesis-Online-Datenbank des Bayerischen Landesamtes für Statistik Tabelle 12411-003r Fortschreibung des Bevölkerungsstandes: Gemeinden, Stichtag (Einwohnerzahlen auf Grundlage des Zensus 2011)
2. ↑  Bayerische Landesbibliothek Online